# Liste des souverains de Sabbioneta
La seigneurie de Sabbioneta est toujours restée, depuis sa création, sous la souveraineté de la Maison Gonzague, en l'occurrence la lignée dite de Sabbioneta et Bozzolo.
Le premier seigneur de Sabbioneta est Charles, deuxième fils du duc de Mantoue, Jean François. Il semble que ce dernier ait procédé à un partage de ses fiefs pour l'héritage de ses quatre fils ; son décès surviendra en 1444 :
- Louis, l'aîné, reçoit l'important duché de Mantoue ;
- Charles, le puîné, reçoit, entre autres, les fiefs de Sabbioneta, Bozzolo, Luzzara, Reggiolo ;
- Alexandre, le cadet, reçoit, entre autres, les fiefs de Castiglione, Solférino, Castel Goffredo ;
- Gianlucido, le benjamin, reçoit les fiefs de Volta, Cavriana et Castellaro.

Charles va décéder en 1456. C'est son fils, Ugoletto, qui va lui succéder mais il n'aura pas de descendance. Ses fiefs, tout comme ceux de ses oncles également décédés sans descendance, Gianlucido en 1448 et Alexandre en 1466, vont se retrouver régis par son oncle Louis.

À son tour, Louis va redistribuer ces fiefs entre trois de cinq ses fils (le troisième et le benjamin embrassant la carrière ecclésiastique pour devenir évêques) :

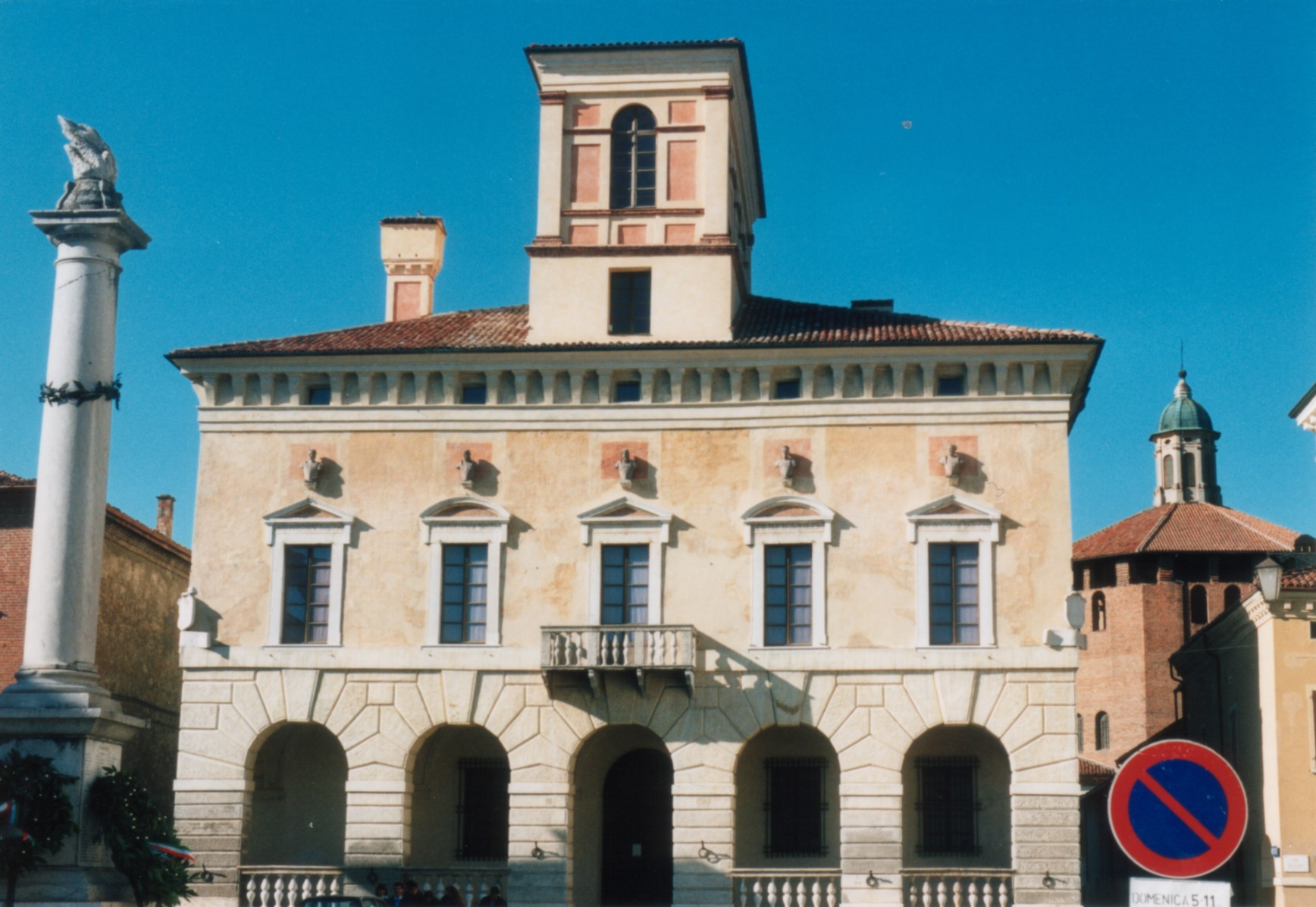
Le palais ducal de Sabbioneta

- Frédéric, l'aîné, va hériter de Mantoue ;
- Jean-François, le puîné, va hériter de Sabbioneta et Bozzolo ;
- Rodolphe, le quatrième, va hériter de Castiglione, Solférino et Luzzara (qu'il partagera ensuite entre ses deux fils).

À partir de ces héritiers, vont se développer quatre lignées relativement indépendantes. Il s'en créera d'autres (Vescovato de toutes pièces par Jean, un jeune frère de Frédéric, Guastalla acquis par Ferdinand, un petit-fils de Frédéric et, plus tard, Nevers par Louis IV de Nevers dont le fils Charles reprendra le flambeau de Mantoue).
En 1703, le duché de Sabbioneta, faute d'héritier mâle, va être intégré aux fiefs des Gonzague de Guastalla.
En 1746, Joseph Marie de Guastalla, né idiot et ayant régné sous la tutelle de son ministre Spilimbergo puis de son épouse, décédera sans descendance.

En 1747, Marie-Thérèse d'Autriche s'emparera des terres de Guastalla et ses fiefs (Sabbioneta, Bozzolo, Luzzara...) et les intégrera à ses duchés de Parme et Plaisance. Le traité d'Aix-la-Chapelle de 1748 remettra ces duchés entre les mains de Ferdinand VI d'Espagne.

## Les seigneurs de Sabbioneta
- 1444-1456 : Charles (1417-1456)

épouse en premières noces en 1437 Lucie d'Este (1419-1437)
épouse en deuxièmes noces en 1445 Ringarda Manfredi de Faenza
- 1456-???? : Ugolotto (1450-????), fils du précédent et de Ringarda

non marié et sans descendance
régence assumée par Louis III de Mantoue (1414-1478), oncle d'Ugolotto
- 1478-1496 : Jean-François (1443-1496), fils de Louis III de Mantoue, cousin d'Ugolotto

épouse en 1479 Antonia del Balzo (1461-1538)
- 1496-1529 : Louis (NC-1540) et Pirro (NC-1529), fils des précédents
- 1529-1533 : Louis d°, seul

épouse en 1497 Francesca Fieschi de Lavagna
- 1540-1565 : Vespasien Ier (1531-1591), petit-fils de Louis

épouse en premières noces en 1549 Diana di Cardona de Giuliana
épouse en deuxièmes noces en 1564 Anna d'Aragon de Sogorb

## Les marquis puis ducs et Princes de Sabbioneta
- 1565-1591 : Prince Vespasien Ier Gonzague (d°), marquis en 1565, duc en 1577, fait Prince en 1574
- 1591-1609 : Princesse Isabelle (1565-1637), fille du précédent et d'Anna, contrainte par l'empereur de céder son duché à un parent, en l'occurrence Scipion ci-après

épouse en 1684 Luigi Carafa, prince de Stigliano, duc de Rocca Mondragone
- 1609-1670 : Prince Scipion Ier (1595-1670), cousin éloigné d'Isabelle (Jean-François, l'arrière-arrière-grand-père d'Isabelle est l'arrière-arrière-arrière-grand-père de Scipion)

épouse Maria Mattei de Giove
- 1670-1672 : Prince Ferrante Ier (1643-1672), fils du précédent

non marié et sans descendance
- 1672-1703 : Prince Jean-François Ier (1646-1703), frère du précédent

épouse Rosa Martinengo, sans descendance
- 1703-1714 : Prince Vincent Ier de Guastalla (1634-1714), parent éloigné

épouse en premières noces Porzia Guidi de Bagno et Montebello (NC-1672)
épouse en deuxièmes noces en 1679 Marie Victoire
- 1714-1729 : Prince Antoine Ferdinand de Guastalla (1687-1729), fils du précédent et de Marie Victoire

épouse en 1727 Teodora de Hesse-Darmstadt
- 1729-1746 : Prince Joseph Marie de Guastalla (1690-1746), frère du précédent

épouse en 1731 Éléonore de Schleswig-Holstein-Sondenburg|Éléonore, duchesse de Schleswig-Holstein-Sondenburg, sans descendance

## Arbre de succession des souverains de Sabbioneta
```
Jean-François de Mantoue
 (possesseur des terres, non régnant ès qualités)

│
├─>
Charles
, seigneur
│  │
│  └─>
Ugoletto
, seigneur
│
└─>
Louis III de Mantoue
 dit le Turc (non régnant, régent entre Ugolotto et Jean-François)

      │
      ├─>
Jean-François
, seigneur
      │  │
      │  ├─>
Louis
, co-seigneur avec Pirro
      │  │  │
      │  │  └─>
Louis le Rodomont (non régnant)

      │  │     │
      │  │     └─>Prince 
Vespasien 
I
er
, seigneur puis marquis puis duc
      │  │        │
      │  │        └─>Princesse 
Isabelle
, duchesse
      │  │
      │  └─>
Pirro
, co-seigneur avec Louis
      │     │
      │     └─>
Carlo de Gazzuolo (non régnant)

      │          │
      │          └─>
Ferrante (non régnant)

      │             │
      │             └─>Prince 
Scipion 
I
er
, duc
      │                │
      │                ├─>Prince 
Ferrante 
I
er
, duc
      │                │
      │                └─>Prince 
Jean-François 
I
er
, duc
      │
      6 générations, de père en fils : 
Frédéric 
I
er
 de Mantoue
,
                       
(non régnants)
  
François II de Mantoue
,
                                       
Ferdinand 
I
er
 de Guastalla
,
                                       
César 
I
er
 de Guastalla
,
                                       
Ferdinand II de Guastalla
,
                                       
Andrea de Guastalla
 
                                       │
                                       └─>Prince 
Vincent 
I
er
 de Guastalla
, duc
                                          │
                                          ├─>Prince 
Antoine Ferdinand de Guastalla
, duc
                                          │
                                          └─>Prince 
Joseph Marie de Guastalla
, duc
```